# Abderrahmane Amalou (homme politique)
Pour les articles homonymes, voir Abderrahmane Amalou et Amalou (homonymie).
Abderrahman Amalou (en arabe : عبد الرحمن أمالو) né le 6 avril 1938 à Marrakech et mort le 19 novembre 2021 est un universitaire, juriste et homme politique marocain. Il a été ministre de la Justice dans le gouvernement Filali II  de janvier 1995 à août 1997.

## Biographie
Le docteur Abderrahman Amalou commence sa carrière en tant que professeur à la Faculté des sciences juridiques, économiques et sociales de Casablanca et de Rabat.
Jeune licencié en droit public, il finit ses études en obtenant un certificat d'études supérieures en science politique et droit constitutionnel ainsi que d'un certificat d'études supérieures en relations internationales. Il obtient également un diplôme d'études supérieures en science politique. Pour finir, il devient le premier docteur d'État en droit constitutionnel du Maroc en 1970.
Il enseigne pendant quarante-neuf ans à la Faculté des sciences juridiques, économiques et sociales de Casablanca, à l'École nationale d'administration publique, à l'Académie royale militaire ainsi qu'à l'École Hassania des ingénieurs.
Durant son parcours universitaire, Abderrahman Amalou fait preuve d'une grande polyvalence. Il enseigne plusieurs matières telles que le droit constitutionnel, le droit administratif spécial, le droit budgétaire ainsi que la fiscalité, la science financière, la science politique, la sociologie politique, les doctrines politiques, la méthode des sciences sociales, l'introduction à l'étude du droit, le droit international public, etc.

## Carrière
Abderrahman Amalou devient, en 1965, assistant à la Faculté des sciences juridiques, économiques et sociales de Casablanca. En 1968, il se présente comme maître de conférence.
Il est d'abord professeur de l'enseignement supérieur en 1970. Il participe à de nombreux travaux et conférences. Le chemin politique se dessine doucement. Il fédère de nombreux colloques, séminaires, conférences et congrès nationaux et internationaux en Europe et en Afrique, etc.
C'est en 1994 qu'il est juge constitutionnel (membre du conseil constitutionnel).
En 1995, il est membre du Conseil consultatif pour le suivi du dialogue social. 
Le 28 février 1995, il est nommé ministre de la Justice dans le gouvernement Filali II. Un an plus tard, le 26 janvier 1996, outre son portefeuille de la Justice, il est nommé ministre chargé des Droits de l'homme en remplacement de Mohammed Ziane. C'est en 1997 qu'il est élu député du Grand Casablanca. Il est notamment connu pour être le rédacteur du programme de l'UC[Quoi ?] puis le concepteur de l'idée d'une région constitutionnelle, d'où la régionalisation au Maroc[réf. nécessaire].